# 자카리아스 우르시누스
자카리아스 우르시누스(라틴어: Zacharias Ursinus, 1534년 7월 18일 ~ 1583년 5월 6일)는 독일의 개혁주의 신학자이며, 종교 개혁가이다. 태어날 때의 이름은 차하리아스 베어(독일어: Zacharias Baer)였다. 칼빈주의자로서 카스파르 올레비아누스와 함께 하이델베르그 교리문답서를 작성했다.

## 교육
그는 그 시대의 관습을 따라 자신의 이름을 라틴어인 우르시누스로 옮겼다. 브레슬라우에서 유년시절을 보낸 그는 암브로시우스 모이바누스로부터 신학적으로 영향을 받았다. 그 이후 그는 비텐베르크 대학교에서 공부하면서 필리프 멜란히톤을 따랐다. 이후 장 칼뱅이 있던 제네바로 갔다가 파리로 다시 옮겨 계속 공부를 하였다. 공부를 마친 후 그는 자신의 고향인 브레슬라우에서 엘리자베트 학교의 교사로 일하였다.

## 교수로서의 활동

### 하이델베르크 대학교
1561년, 선제후 프리드리히 3세는 그를 하이델베르크 대학교로 초빙하였다. 그리고 그곳에서 그는 이듬해 신학박사 학위를 받았다. 또한, 그는 그곳에서 선제후령의 교회규율을 기초하고 1563년 그의 동료인 카스파르 올레비아누스와 함께 독일 개혁교회의 가장 중요한 신앙고백인 하이델베르크 요리문답을 출판했다. 많은 현대 연구자들은 올레비안보다 우르시누스가 하이델베르크 요리문답 작성에 더 크게 기여했다고 주장한다.

### 카시미리아눔
자신의 후원자였던 프리드리히 3세가 1576년에 사망하고 우르시누스는 루터교회의 화협신조에 서명하는 것을 거부했기 때문에 하이델베르크 대학교를 떠나야만 했다. 노이슈타트의 카시미리아눔에서 그는 새로운 교수직을 찾았다. 그는 1578년 4월 26일에 이사야 선지자에 대한 강의를 통해서 일을 시작했다. 노이슈타트에서 그의 마지막 거대한 작업이었던 《기독교 권고(Admonitio Christiana)》를 출판했다. 이것으로 그는 화협신조에 대한 강한 반박을 하였다.

## 의의
우르시누스는 1583년 단지 49세의 나이로 노이슈타트의 참사회성당(Stiftskirche)에 매장되었다. 카시미리아눔에서 재직했던 많은 신학자 중에서도 그는 특별히 돋보였으며, 특히 카시미리아눔에서도 그의 당시 명성에 덕을 입었다고 여겼다.

## 참고 문헌
- Theodor Julius Ney (1895), 〈Ursinus, Zacharias〉, 《Allgemeine Deutsche Biographie》 (독일어) 39, Leipzig: Duncker & Humblot, 369–372쪽
- Ulrich Hutter-Wolandt: URSINUS, Zacharias. In: Biographisch-Bibliographisches Kirchenlexikon (BBKL). Band 12, Herzberg 1997, ISBN 3-88309-068-9, Sp. 953–960.
- The Commentary of Dr. Zacharias Ursinus on the Heidelberg Catechism Translated from the Original Latin, G.W.Williard, D.D.

### 번역된 저서
- 하이델베르크 요리문답 해설 (원광연 번역, 크리스챤다이제스트)

## 같이 보기
- 제롬 잔키우스
- 칼뱅주의